# Kyzylkumskiy Kanal
Kyzylkumskiy Kanal är en kanal i Kazakstan.   Den ligger i oblystet Sydkazakstan, i den södra delen av landet, 1 100 km söder om huvudstaden Astana.